# Melendi
Ramón Melendi Espina (né le 21 janvier 1979 à Oviedo), mieux connu sous le nom de scène Melendi, est un chanteur espagnol. Sa musique est un mélange de pop, rock, flamenco et rumba et ses paroles sont caractérisées par des tableaux satiriques des maux de la jeunesse espagnole actuelle comme les relations sentimentales, le monde de la nuit, les drogues ou le chômage.

## Biographie

### Jeunesse et débuts
Il se rend compte assez tôt que les études n'étaient pas son fort. Ami et ancien camarade de classe du pilote de Formule 1 Fernando Alonso, Melendi se prend vite de passion pour le football et joue même dans l'équipe junior du Real Oviedo. Puis travaille comme serveur dans une multitude de bars branchés, embrassant le monde de la nuit avec ses réjouissances et ses travers, qui l'inspirera pour ses futures chansons.

### Débuts et succès
Sa carrière artistique débute en 2001 lorsque Melendi rejoint le groupe El Bosque de Sherwood puis décide de graver une maquette composée de 3 chansons : Sin noticias de Holanda, El informe del forense et Vuelvo a traficar avec l'aide de son ami Pablo Moro, signant chez le label Carlito Records.
Il sort en février 2003 son premier album Sin noticias de Holanda avec des chansons mélangeant rythmes de flamenco et de pop rock avec des paroles à la fois provocatrices et intelligentes, mais il faudra attendre mai 2004, grâce à la sélection de son titre Con la luna llena par les organisateurs du Tour d'Espagne (La Vuelta) comme chanson officielle de l'édition 2004, pour le rendre célèbre en Espagne. Il effectue alors une petite tournée en Espagne, vendant 50 000 copies, l'album sera disque d'or et Melendi considéré comme la révélation espagnole de l'année 2004.
En 2005, son deuxième album Que el cielo espere sentao lui permet d'écouler 200 000 exemplaires, et en novembre 2005, étant certifié septuple disques de platine pour ses deux premiers albums ; c'est la consécration. En 2006, Sony Music Entertainment annonce que Melendi sera l'un des principaux personnages du jeu vidéo Gangs of London sur PlayStation Portable, le chanteur espagnol incarne le gangster Mr. Big. Melendi alors en profite pour composer une chanson Gangs of London et lancer sa carrière à l'international via le label EMI. Son troisième album Mientras no cueste trabajo sort en novembre 2006, édité sur un an en trois versions où s'y incorporent des chansons inédites, 12 chansons (novembre 2006), 16 chansons + un DVD avec des extras (novembre 2006) et 20 chansons (septembre 2007).
En novembre 2007, Melendi comparaît devant un tribunal pour avoir provoqué une altercation sur un vol Madrid-Mexico alors qu'il était manifestement en état d'ébriété. L'incident est suffisamment sérieux pour obliger le commandant de bord à faire demi-tour après deux heures de vol.
Le chanteur possède et dirige un studio Blue Donkey Music, qui produit de jeunes artistes débutants comme Algunos hombres buenos, Rasel, La Dama y Belo et Los Susodichos.
Melendi lance son quatrième album Curiosa la cara de tu padre en septembre 2008. Melendi lance son cinquième album Volvamos a empezar en novembre 2010. Puis il est nommé dans la catégorie « meilleur artiste solo » dans le gala de la station de radio Los 40 Principales. Le 17 novembre, il devient pour la deuxième fois papa d'un petit garçon nommé Marco : il lui a dédié une chanson intitulée Marco est une canaille (Marco es un canalla).

### Autres sorties
Melendi lance son sixième album Lagrimas desordenadas le 13 novembre 2012.
Melendi sort son septième album Un alumno mas le 25 novembre 2014 et annonce une tournée espagnole éponyme qui commencera en mai 2015. Cet album a été enregistré à Miami, c'est peut-être ce qui explique les arrangements assez « synthétiques » de quelques morceaux de l'album. Le chanteur affirme se sentir de moins en moins protestataire et de plus en plus romantique ... Cela s'entend sur cet album qui sonne moins rock que le précédent. Cet album reprend les titres suivants : La promesa, Tocado y hundido, La religión de los idiotas, Saraluna, Cenizas en la eternidad, El amor es un arte, Septiembre, Colgado de la vecina, Tú de Elvis y yo de Marilyn, Posdata, et El gordo y el narco.
Le 20 juin 2017, sa participation à La Voz Kids est annoncée, en première en tant que coach dans le format adapté aux enfants, où il sera le gagnant,. En février 2018, Melendi annonce le contenu de son nouvel album Ahora. Cet album sort le 9 mars 2018, et comprend des collaborations avec les artistes Alejandro Sanz et Arkano De plus, l'album comprend le titre El arrepentido, un clip vidéo qui est enregistré avec Carlos Vives. Un mois plus tard, en mars 2018, la tournée Ahora Tour est confirmée, qui débute en août au Starlite Festival de Marbella et conclut sa première étape en Espagne en décembre avec deux concerts à Barcelone et Madrid.
En mai 2019, la tournée Mi Cubo de Rubik commence par des concerts en Espagne et dans plusieurs pays d'Amérique. La tournée est interrompue fin février 2020 en raison de la pandémie de Covid-19. La tournée ne reprendra que mi-2021.
Le 18 octobre 2019, Melendi sort le premier single de son prochain album studio, El ciego aux côtés du duo colombien Cali y El Dandee. Quelques semaines plus tard, le 1er novembre 2019, il sort le deuxième single Casi, tout en mettant le CD en prévente. Les deux semaines précédant la sortie de l'album, les titres Tan tonto como tú et Adiós soledad peuvent être entendus. Le 29 novembre 2019, il sort son dixième album studio 10:20:40....
En 2021, il sort son nouvel album Likes y cicatrices. Fin 2021, les dates de la tournée de présentation de l'album, Gira Likes y cicatrices, avec des concerts en Espagne et au Mexique, sont présentées. En 2024, Melendi sort l'album. En 2024, Melendi sort le projet 20 años sin noticias de Holanda, un projet dans lequel il rend hommage à son premier album. Cet album est composé des chansons les plus célèbres de Sin noticias de Holanda ainsi que de quelques chansons de 2003-2004 qui ont été des succès, comme Caminando por la vida. 

## Discographie
- 2003 : Sin noticias de Holanda
- 2005 : Que el cielo espere sentao
- 2006 : Mientras no cueste trabajo
- 2008 : Curiosa la cara de tu padre
- 2010 : Volvamos a empezar
- 2012 : Lágrimas desordenadas
- 2014 : Un alumno mas
- 2017 : Quitate las gafas
- 2018 : Ahora
- 2019 : 10:20:40
- 2021 : Likes y cicatrices
- 2023 : 20 años sin noticias